# کژمینگ-ویش
کژمینگ-ویش (به لهستانی:  Krzemień-Wieś) یک روستا در لهستان است که در گمینا یابووننا لاتسکا واقع شده‌است.